# 迈克·戈明斯基
迈克尔·托马斯·戈明斯基（英語：Michael Thomas Gminski，1959年8月3日—），美国NBA联盟前职业篮球运动员。他在1980年的NBA选秀中第1轮第7顺位被新泽西篮网选中。